# فيليتسيا ميركادو
فيليتسيا ميركادو (بالإسبانية: Felicia Mercado)‏ هي مغنية وعارضة وممثلة مكسيكية، ولدت في 17 ديسمبر 1959 في تيخوانا في المكسيك.

## وصلات خارجية
- فيليتسيا ميركادو على موقع IMDb (الإنجليزية)
- فيليتسيا ميركادو على موقع أول موفي (الإنجليزية)
- فيليتسيا ميركادو على موقع قاعدة بيانات الفيلم (الإنجليزية)